# Anne Morrow Lindbergh
 Anne Morrow Lindbergh (Anne Spencer Morrow, Englewood, Nueva Jersey, 22 de junio de 1906-Barnet, Vermont, 7 de febrero de 2001) fue una escritora estadounidense y aviadora. Fue hija del empresario y político estadounidense Dwight Morrow y su esposa, Elizabeth Cutter Morrow, poeta y defensora de la educación de la mujer. Obtuvo su licenciatura en Filosofía y Letras en 1928 y al año siguiente contrajo matrimonio con el ingeniero y aviador Charles Lindbergh, a quien conoció en México cuando su padre lo trajo como señal de buena voluntad, ya que era muy famoso porque acababa de volar sobre el Atlántico sin escalas. Los Lindbergh se fueron de luna de miel a Acapulco, entonces de moda entre los jóvenes que querían ir de aventura, pues aún no se terminaba bien la carretera. Anne Morrow y su esposo tuvieron seis hijos, uno de los cuales, Charles Jr., fue secuestrado y asesinado cuando era un bebé de veinte meses de edad. A raíz del hecho, en Estados Unidos se castiga con pena de muerte el secuestro, y la ley que así lo dispone se llama Ley Lindbergh.

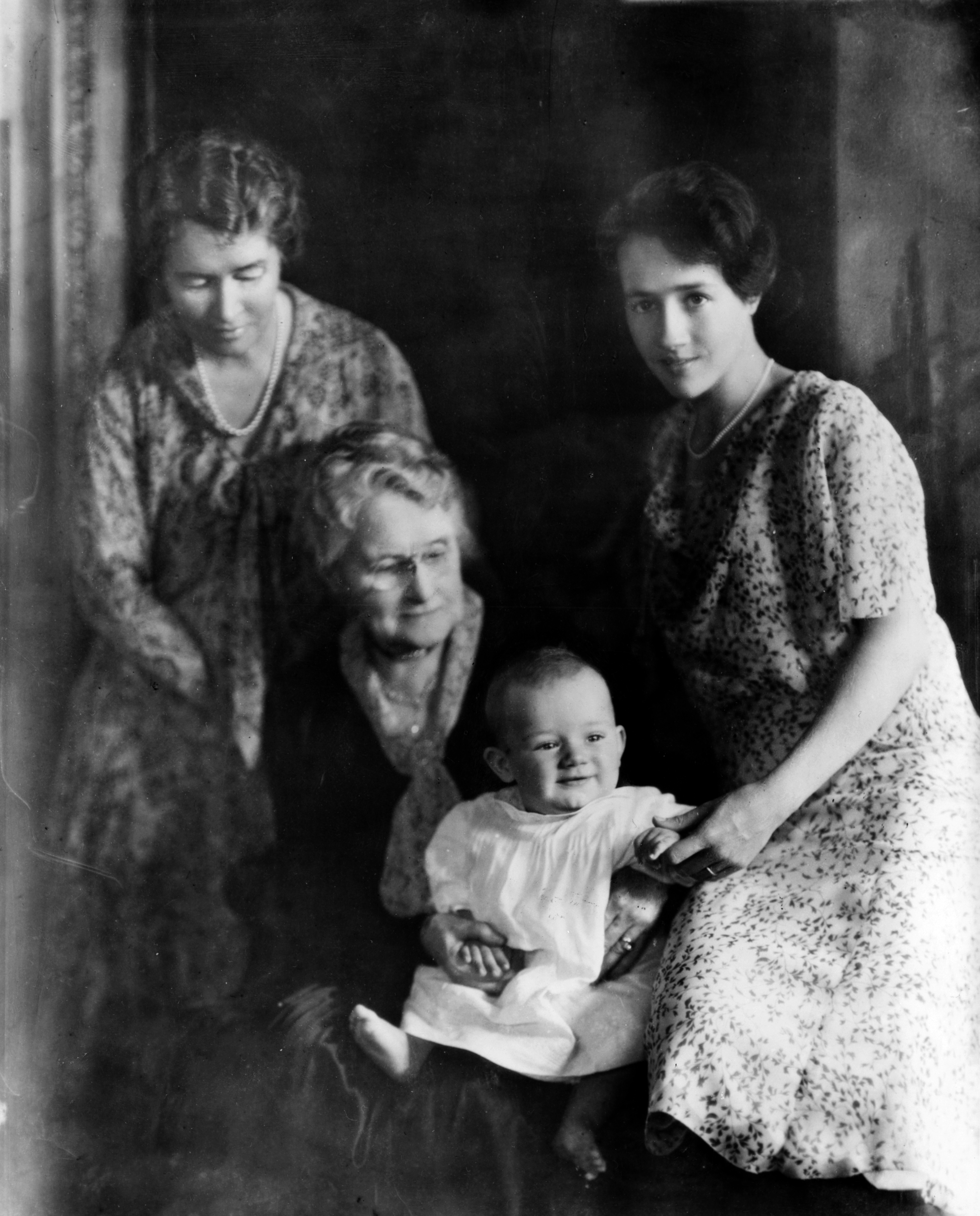
Anne Lindbergh y su hijo Charles Jr, su madre y su abuela

Tras 45 años de matrimonio, Charles Lindbergh murió en 1974. Su trayectoria personal se había vuelto difícil y había dejado de ser un héroe nacional para convertirse en un personaje muy controvertido. Tras varios episodios de apoplejía en la década de los 90, Anne murió en 2001 en su casa de Vermont a los 94 años. Luego de su muerte se descubrió que Charles había tenido tres hijos con una amante a quien mantuvo durante 17 años, un hijo con la hermana de esta, y posiblemente tuvo otro también con su secretaria, lo que contribuyó a formar el carácter estoico de Anne en las últimas décadas de su vida.

## Piloto aviador

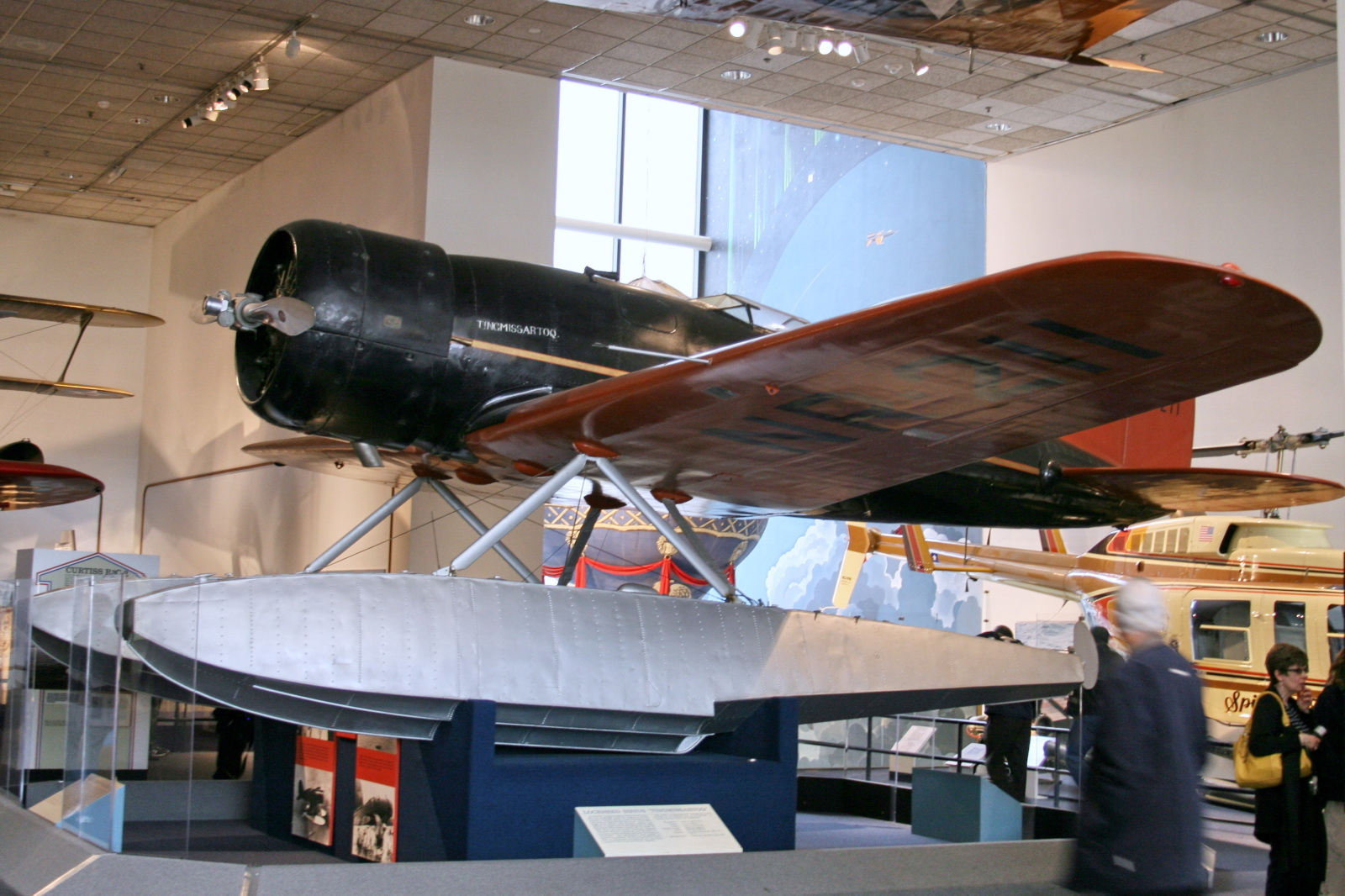
El Lockheed 8 Sirius, llamado Tingmissartoq usado por los Lindbergh en su trabajo de establecer rutas aéreas se conserva en el National Air and Space Museum, Washington D. C.

En sus primeros años de matrimonio, los Lindbergh pasaron gran parte del tiempo volando. Anne fue copiloto y radioperadora. Se dedicaron a trazar rutas aéreas para las líneas comerciales. Después de 1929 cuando Mexicana de Aviación fue adquirida por Panamerican Airlines, después Pan Am, los Lindbergh participaron en la inauguración de algunos vuelos.  Realizaron estudios aéreos por toda Europa y el Caribe con lo que nació el servicio postal aéreo. 
En 1931, Anne Morrow obtuvo la licencia de piloto, y voló con su marido en un aeroplano monomotor creando rutas de Canadá a Alaska y en Japón y China. Estos viajes cobraron vida en las crónicas de Anne, su primer libro publicado, North to the Orient. Luego realizaron en el mismo avión un viaje de cinco meses y medio y 48 mil km en el Atlántico Norte y en el del Sur en 1933 Se tradujeron en nuevas rutas aéreas y en el libro Listen! the Wind.

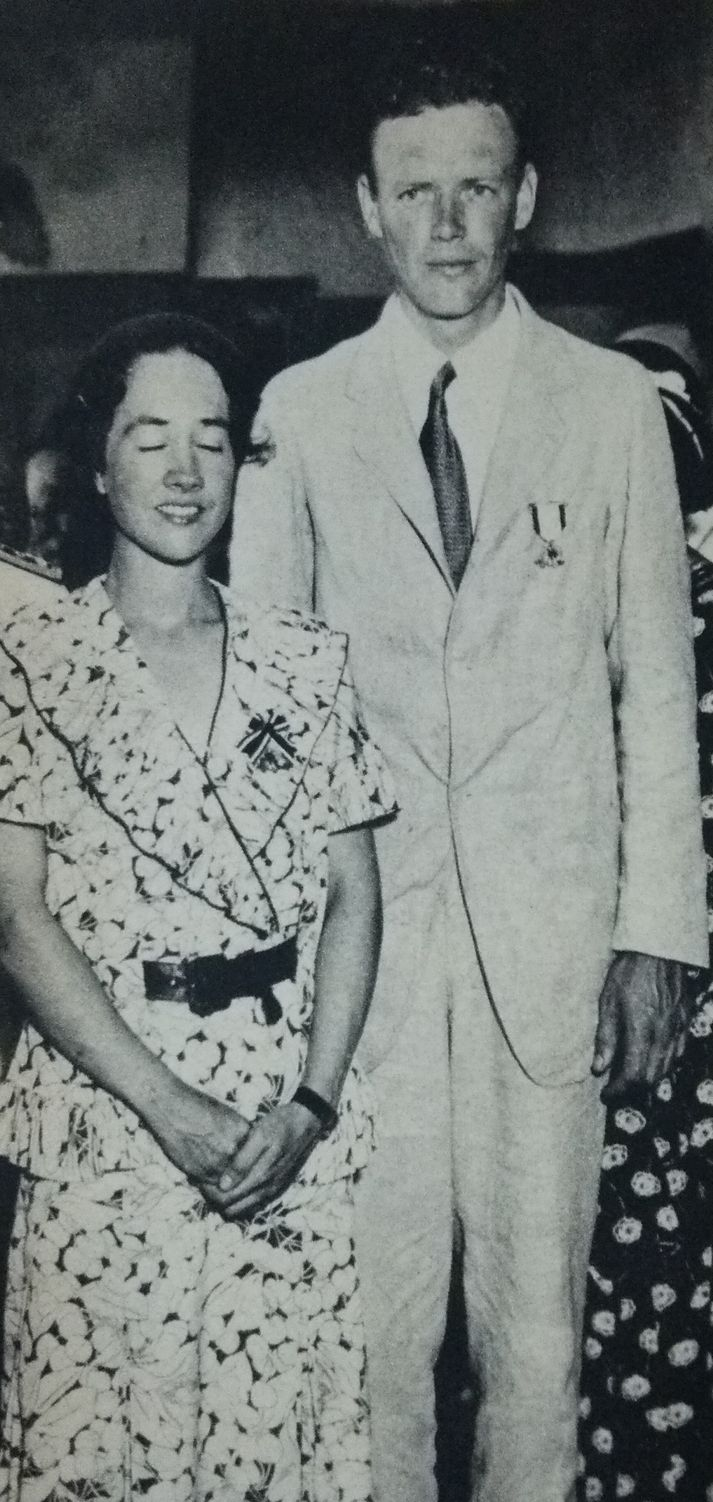
Los Lindbergh en su etapa de apertura de rutas aéreas

En 1933 ella recibió la Cruz de Honor de la Flag Association de EE. UU. por su participación en el trazado de rutas aéreas transatlánticas y la Women in Aerospace le concedió el premio especial Aerospace Explorer como reconocimiento por su contribución al campo de la aviación. Al año siguiente, 1934, La National Geographic Society le otorgó la medalla de oro Hubbard por los 64.000 km recorridos en vuelos de exploración en los cinco continentes, junto a su marido.

## Escritora
Anne Morrow Lindbergh fue una aclamada autora de más de 10 libros y múltiples artículos que abarcaron los géneros de la poesía y la no-ficción, tocando temas tan diversos como la juventud y la edad, el amor y el matrimonio, la paz, la soledad y la alegría, así como el papel de la mujer en el siglo XX. 
En 1955, escribió Gift from the sea su obra más popular, de carácter inspiracional que reflejaba la vida de las mujeres estadounidenses de su época. Su enfoque de superación personal contribuyó, probablemente, a que haya sido traducido a 45 idiomas, en español incluido, con el título de Regalo del mar
En Earth Shine describió el primer viaje orbital a la Luna del Apolo 8 desde Cabo Kennedy, Florida. A partir de las fotos de la Tierra que se obtuvieron desde la órbita, expresó que deben dar a la humanidad “un nuevo sentido de la belleza y riqueza de la tierra”
The Unicorn and Other Poems; Flower And The Nettleː Diaries And Letters, 1936-1939; Against Wind and Tide: Letters and Journals, 1947-1986 Asimismo, escribió y publicó cinco volúmenes de diarios y cartas que abarcan de 1922 a 1944.

## Citas
"Creo que lo que una mujer resiente no es tanto entregarse por completo, sino entregarse en vano."

"Estoy empezando a darme cuenta de que sólo cuando uno está conectado con su propio centro, uno conecta con los demás. Y creo que nuestro centro, el manantial interno, se encuentra principalmente en la soledad." ' "

"Yo no creo que el sufrimiento por sí mismo enseñe. Si el sufrimiento sin más enseñase, todo el mundo sería sabio, puesto que todo el mundo sufre. Al sufrimiento hay que añadir el duelo, comprensión, paciencia, amor, apertura y el deseo de permanecer vulnerable. Todos estos y otros factores combinados, si las circunstancias son adecuadas, pueden enseñarnos y llevarnos a un renacimiento.""

"¿Acaso no es posible que la mediana edad se contemple como un periodo de segundo florecimiento, segundo crecimiento, incluso como una especie de segunda adolescencia? Es cierto que la sociedad en general no nos ayuda a aceptar esta interpretación de la segunda mitad de la vida. Y por lo tanto este periodo de expansión a menudo es trágicamente malinterpretado."